# 古先印元
古先印元（こせんいんげん、永仁3年（1295年）- 応安7年/文中3年1月24日（1374年3月7日））は、鎌倉時代後期から南北朝時代にかけての臨済宗の僧侶。印原とも書く。諱は印元・字は古先。諡号は正宗広智禅師。

## 経歴
薩摩国の人。鎌倉円覚寺の桃渓得悟に入門して13歳で得度する。文保2年（1318年）に元に渡り、天目山の中峰明本らに師事した後、嘉暦元年（1326年）に清拙正澄の来日に随って帰国し、清拙正澄が建長寺に入ると、経蔵を管理した。建武4年/延元2年（1337年）、夢窓疎石に請われて甲斐国恵林寺の住持となり、更に足利将軍家の信任を受けて足利直義から京都等持寺の開山に、足利義詮から鎌倉長寿寺の開山に招かれ、更に天龍寺の大勧進を務めた。他にも陸奥国岩瀬郡の普応寺など彼を開山とする寺院が知られている。この間、康永3年/興国5年（1345年）に京都真如寺、貞和5年/正平4年（1350年）に万寿寺に居住、更に鎌倉浄智寺を経て、延文4年/正平14年（1359年）には円覚寺29世、ついで建長寺38世となる。晩年は長寿寺に居住した。80歳で没し、墓は建長寺広徳庵・長寿寺曇芳庵にある。